# Arterioesclerosi

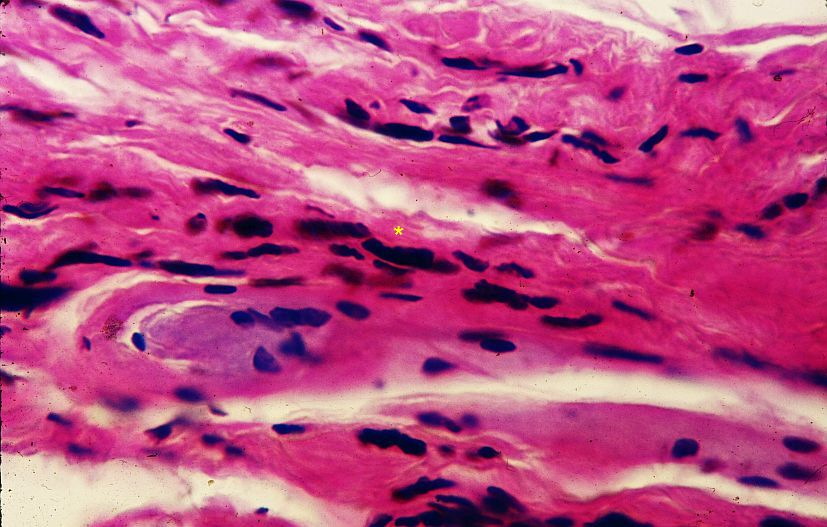
Arteriosclerosi de Mönckeberg. Fase I (*). Microscopi òptic. 400X. Tinció d'HE.

L'arterioesclerosi és un engruiximent i enduriment de les parets de les artèries, així com una disminució de la seva elasticitat. És un procés involutiu natural, encara que es pot accelerar amb la ingestió de massa àcids grassos saturats o colesterol. No s'ha de confondre amb l'ateroesclerosi, que és una malaltia causada per la formació de plaques d'ateroma.
L'arterioesclerosi, popularment denominada enduriment de les artèries, és una malaltia crònica i progressiva produïda pel dipòsit de greixos a la paret interna de les artèries que en provoca l'estenosi, és a dir, la disminució de la secció o llum interior.
Els dipòsits de greix es van produint al llarg dels anys sobre la capa més interna de l'artèria, l'íntim, i comporta la formació de plaques que van estrenyent el vas i, per tant, dificulten el pas de la sang. Al costat d'aquest fenomen, també es poden produir dipòsits de compostos de calci en aquestes plaques, que fan que l'artèria perdi l'elasticitat i la flexibilitat, cosa que entorpeix encara més el flux sanguini i produeix alhora un augment de la pressió arterial: la hipertensió.
El creixement progressiu de la placa d'arterioesclerosi pot provocar la formació d'un trombe que provoqui l'oclusió completa de l'artèria que comporti una absència total de flux sanguini a través del vas obstruït, cosa que deixarà sense reg sanguini la zona que era nodrida de sang per aquesta artèria.
L'arterioesclerosi pot afectar qualsevol artèria del nostre organisme. Les localitzacions més freqüents són aquestes:
Artèries coronàries: són les artèries que aporten sang al cor. L'afectació produeix l'angina de pit i l'infart de miocardi.
Artèries caròtides: són les principals artèries que porten sang al cap. L'afectació pot donar lloc a l'aparició d'un infart cerebral.
Artèria aorta: És l'artèria més gruixuda del cos i la seva afectació pot provocar una falta de regatge sanguini a les cames i en òrgans abdominals, com els ronyons, entre d'altres.
Artèries d'extremitats: l'afectació de les artèries de les extremitats provoca una manca de regatge sanguini que produeix dolor amb l'exercici, a la nit; o també ferides que no es curen i que poden acabar amb la necessitat d'amputar l'extremitat, si no es tracta a temps l'afecció.

## Factors de risc de l'arterioesclerosi
L'arterioesclerosi s'afavoreix si s'esdevenen determinats factors de risc. Es tracta d'hàbits o alteracions associats amb un augment important de la susceptibilitat d'emmalaltir. Poden ser modificables o immodificables.
La investigació sobre els factors de risc de l'arterioesclerosi va començar en els anys 60, amb estudis epidemiològics que amb el temps han permès d'identificar aquests factors que permeten de fer el que es coneix com a prevenció primària: eliminar els factors de risc per controlar el desenvolupament de la malaltia.
Els factors de risc més importants associats a aquesta malaltia són el tabaquisme, la hipertensió arterial i l'excés de colesterol LDL, l'anomenat colesterol dolent, l'oxidació del qual té un paper molt important en l'origen de la placa). En canvi el denominat colesterol bo, la fracció HDL, té un paper preventiu. També són factors que afavoreixen el desenvolupament de l'arterioesclerosi la diabetis mellitus, l'obesitat, el sedentarisme i l'estrès. Tots aquests són factors de risc modificables, és a dir, s'hi pot actuar: es pot deixar de fumar, aprimar-se, es pot fer més exercici, canviar de dieta… Aquestes accions constitueixen la base de la prevenció primària.
Però hi ha factors de risc immodificables. L'edat, el sexe i la càrrega genètica -especialment de determinats grups humans- i no els podem canviar. L'edat constituïx el factor de risc de major consistència: les lesions inicials apareixen en l'aorta en la primera dècada de la vida, en les artèries coronàries en la segona i en les artèries cerebrals en la tercera. En les dones, l'arterioesclerosi és molt menys freqüent que en els homes fins a la menopausa, de la qual cosa resulta molt temptador de fer-ne responsable les hormones femenines, però encara no se n'ha confirmat el presumpte paper protector.
Els grups humans de pell blanca sembla que tenen més predisposició a aquest tipus de lesions que altres grups humans. I, finalment, la càrrega genètica personal pren cada dia més importància, per la qual cosa cal valorar molt acuradament la història familiar del pacient.